# Ainaži
Ainaži är en hamnstad i Lettlands nordligaste del och ligger i landskapet Vidzeme. Staden ligger nära gränsen till Estland, vid orten Ikla. Före 1917 var staden känd under det tyska namnet Haynasch.

## Etymologi
"Ainaži" kan härledas från den estniska ordet hainaste betyder "hö-väg". Andra betydelser skulle kunna vara från de liviska orden "Aaina" som betyder "hö", eller "ainagi" som betyder "ensam".

## Ekonomi
De viktigare industrierna är skogsbruk, förädling av trävaror och handel. Eftersom staden ligger nära gränsen till Estland är transportindustrin en viktig ekonomisk källa.

## Galleri

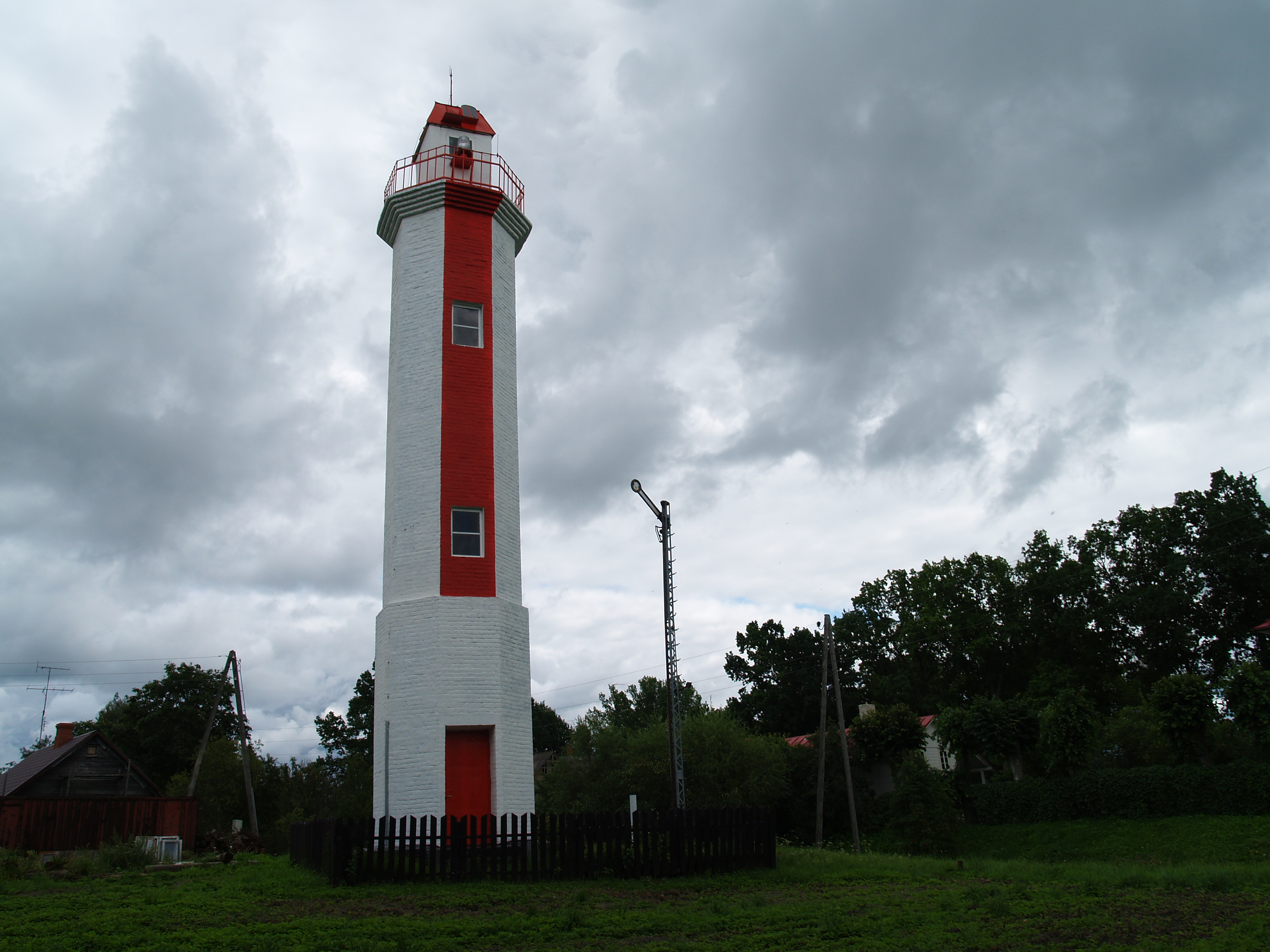
Fyr i Ainaži
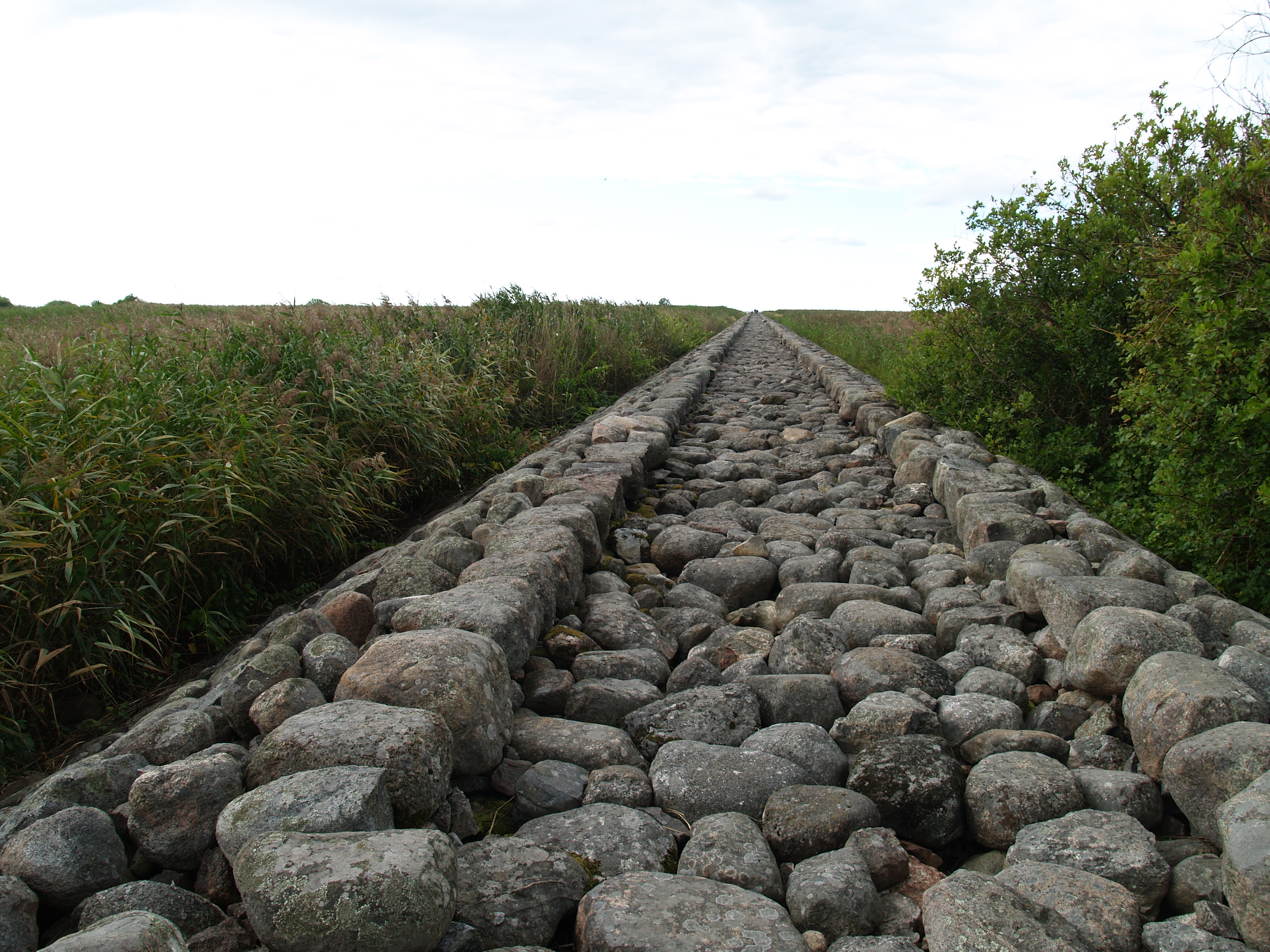
Ainaži norra pir
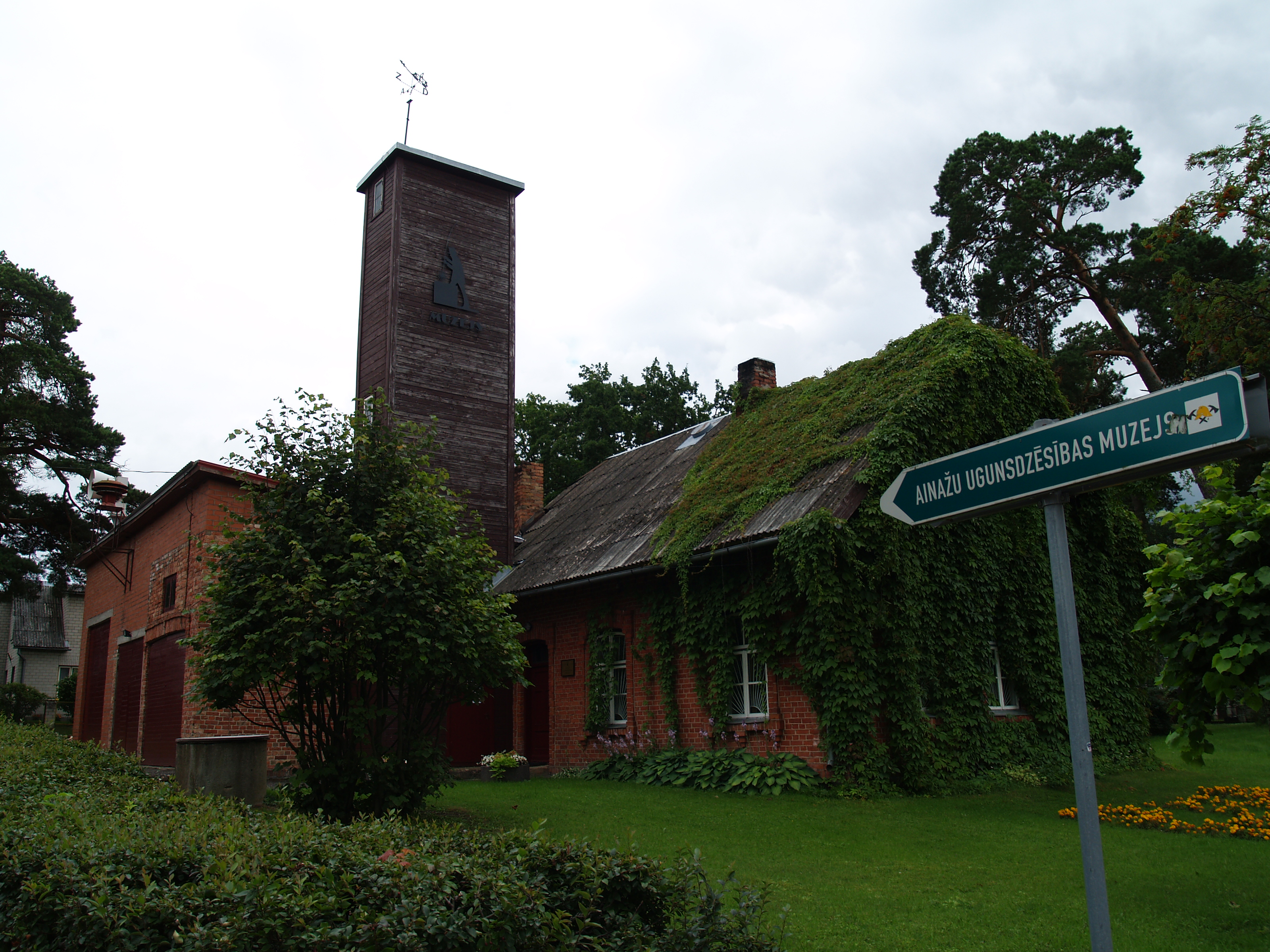
Brandkårsmuseum
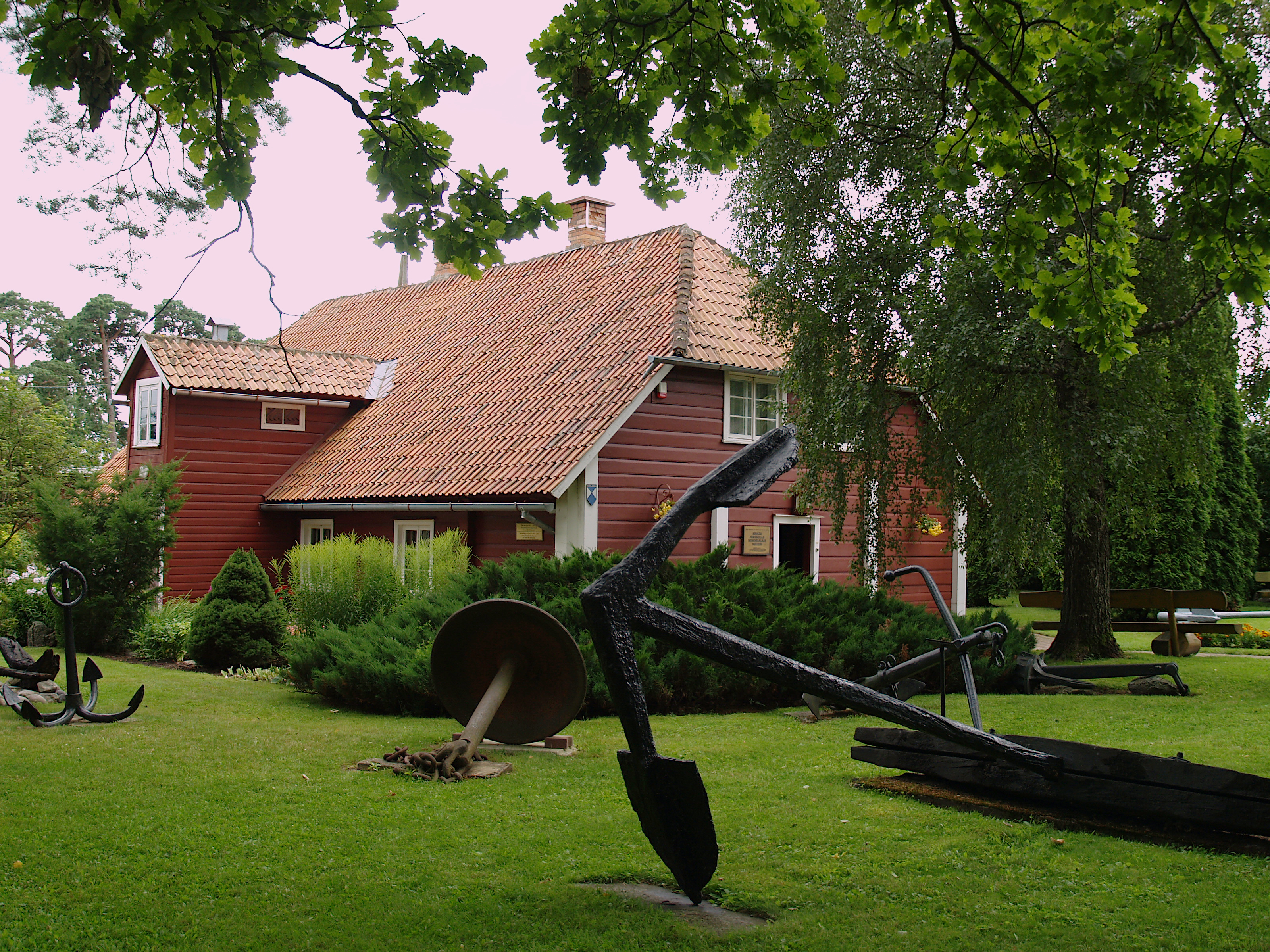
Nauticalskolmuseum
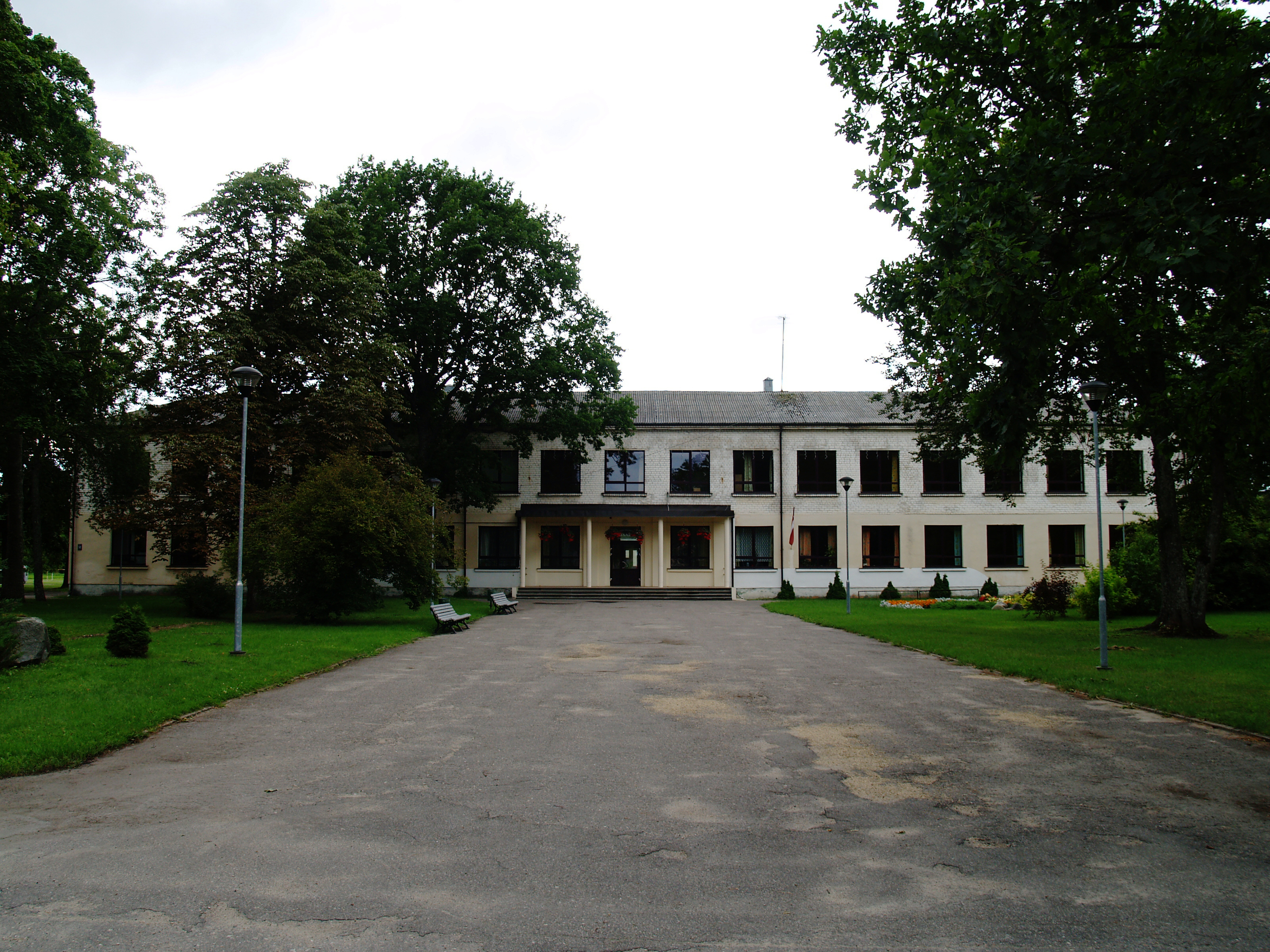
Grundskola
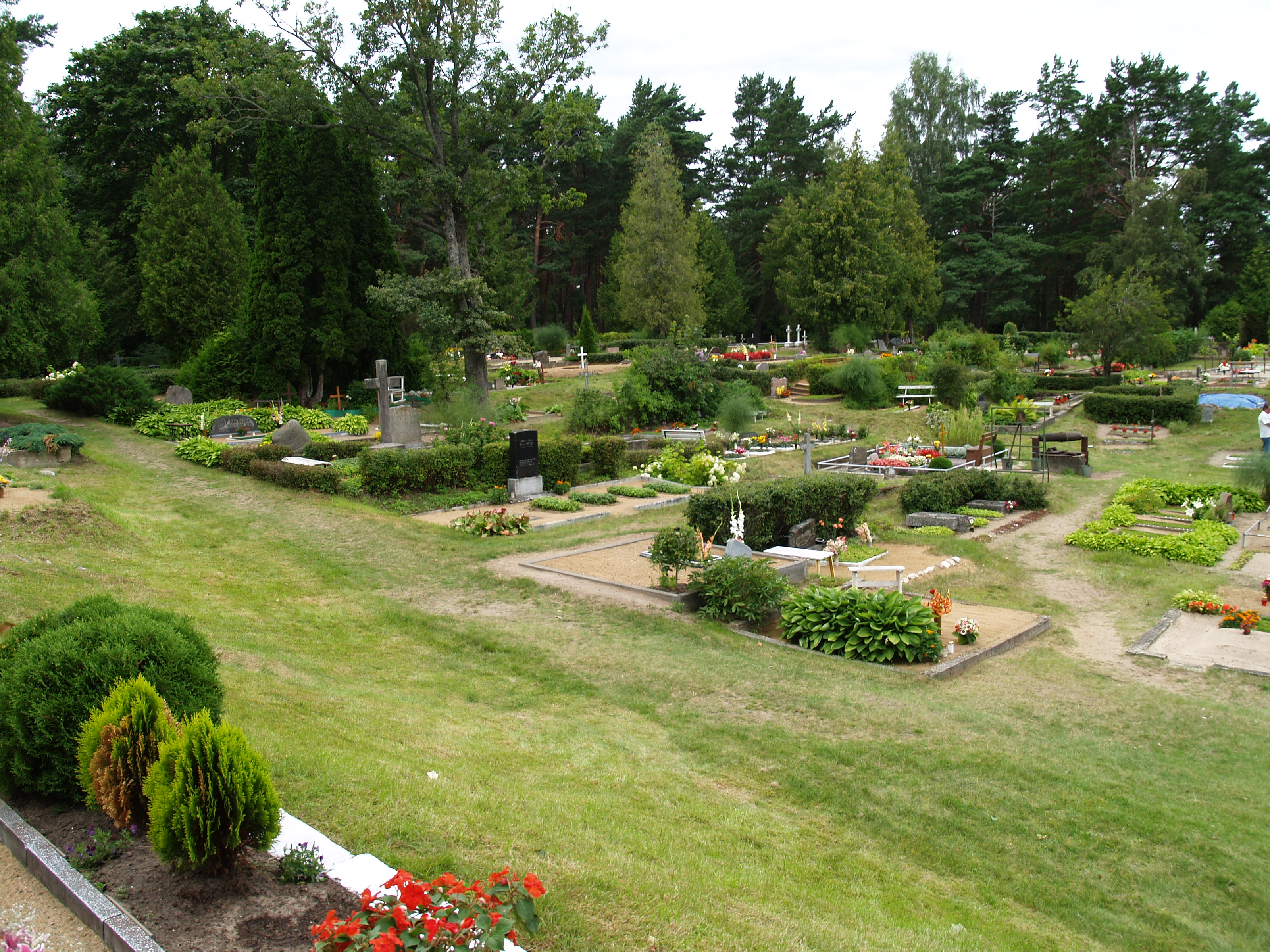
Kyrkogård
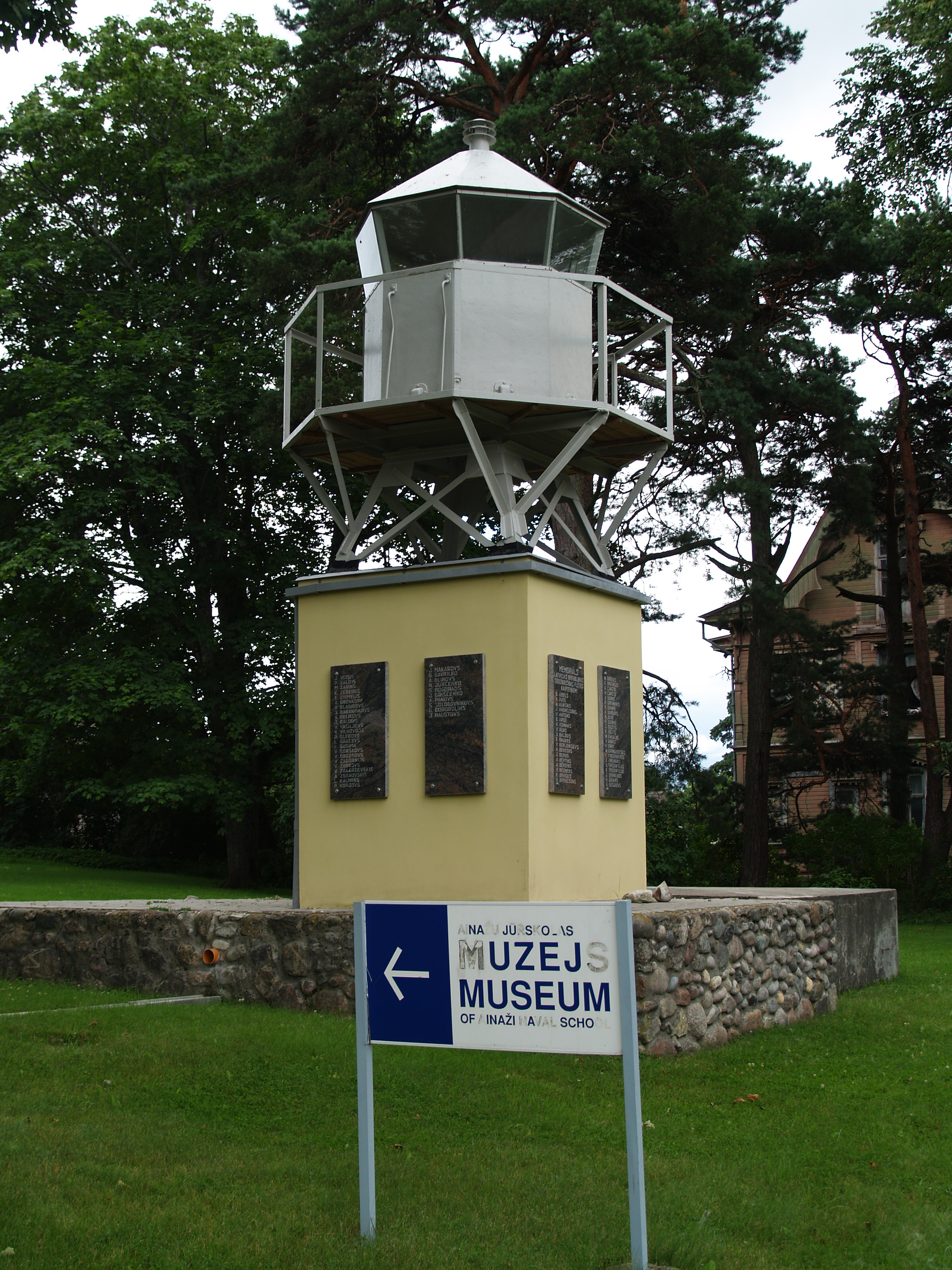
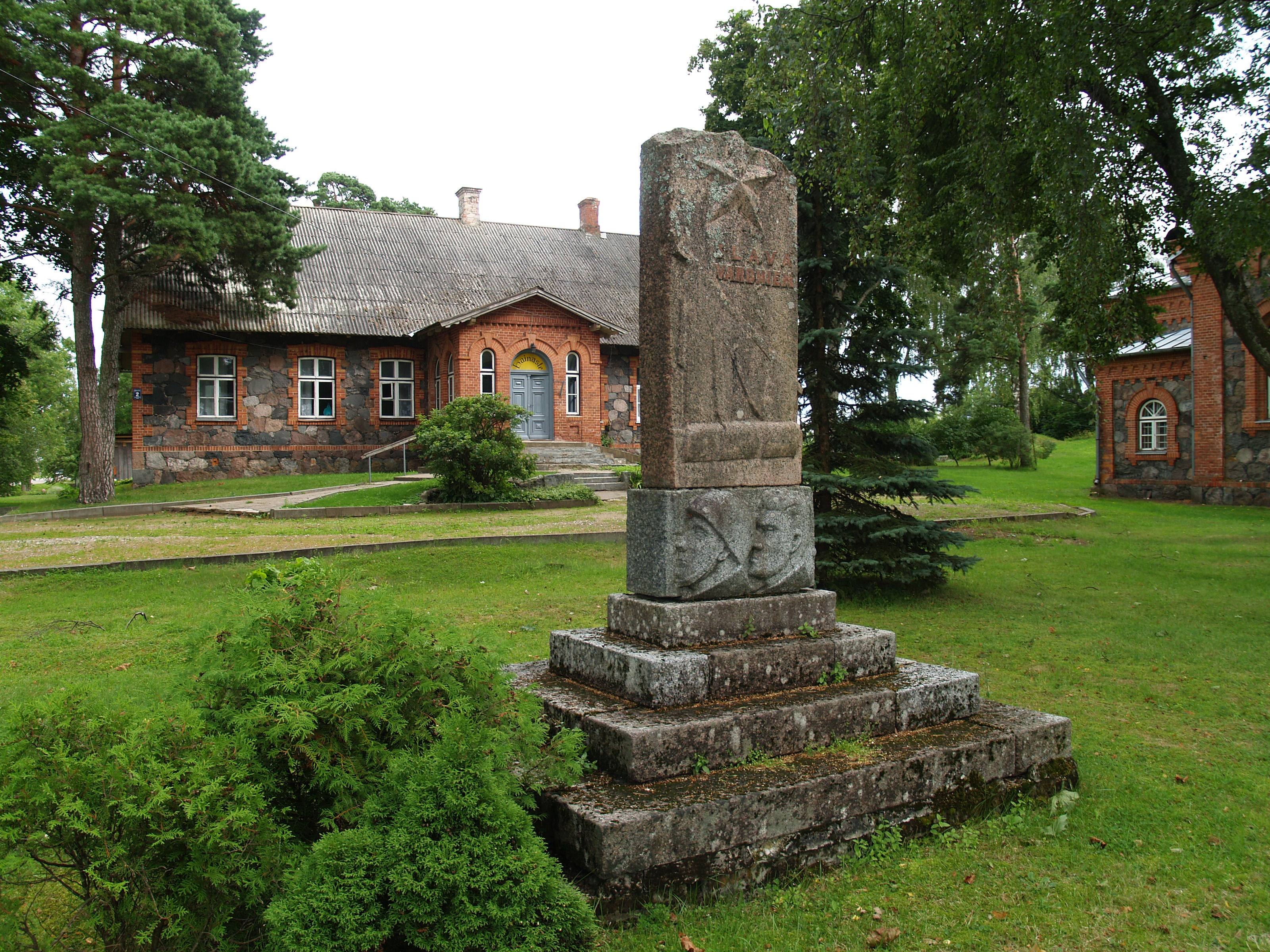
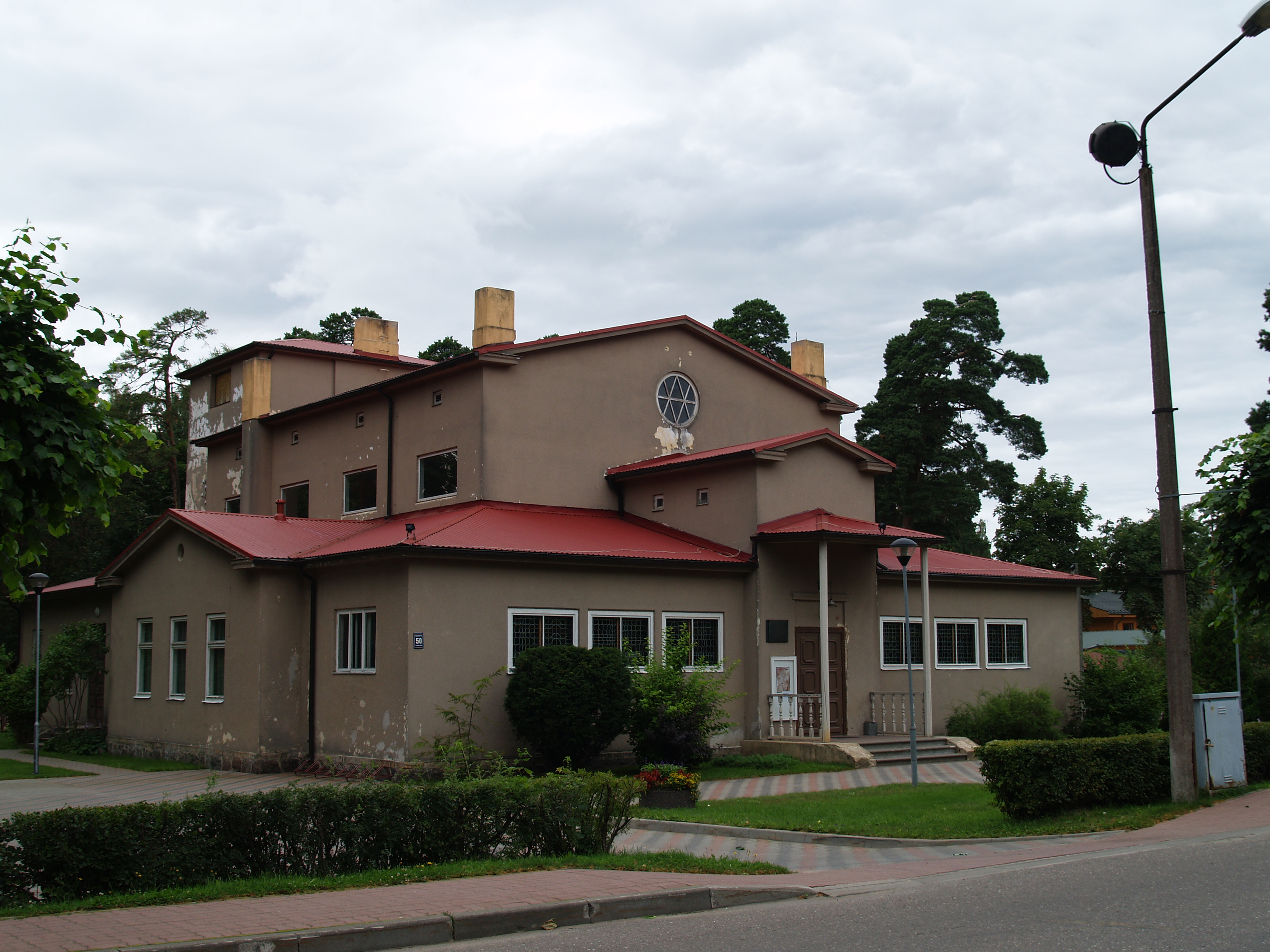
Kulturcentrum
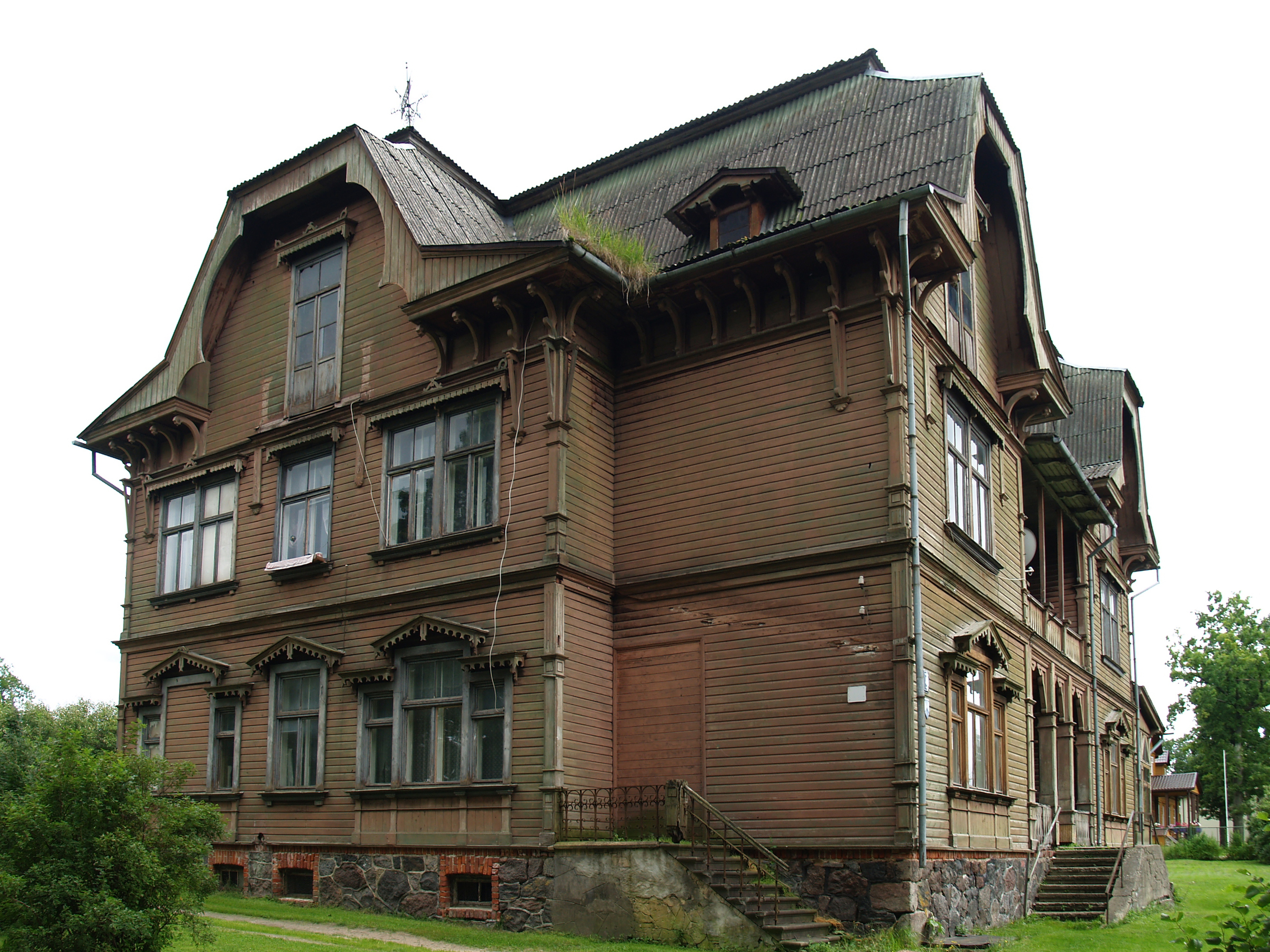
Ainaži herrgård
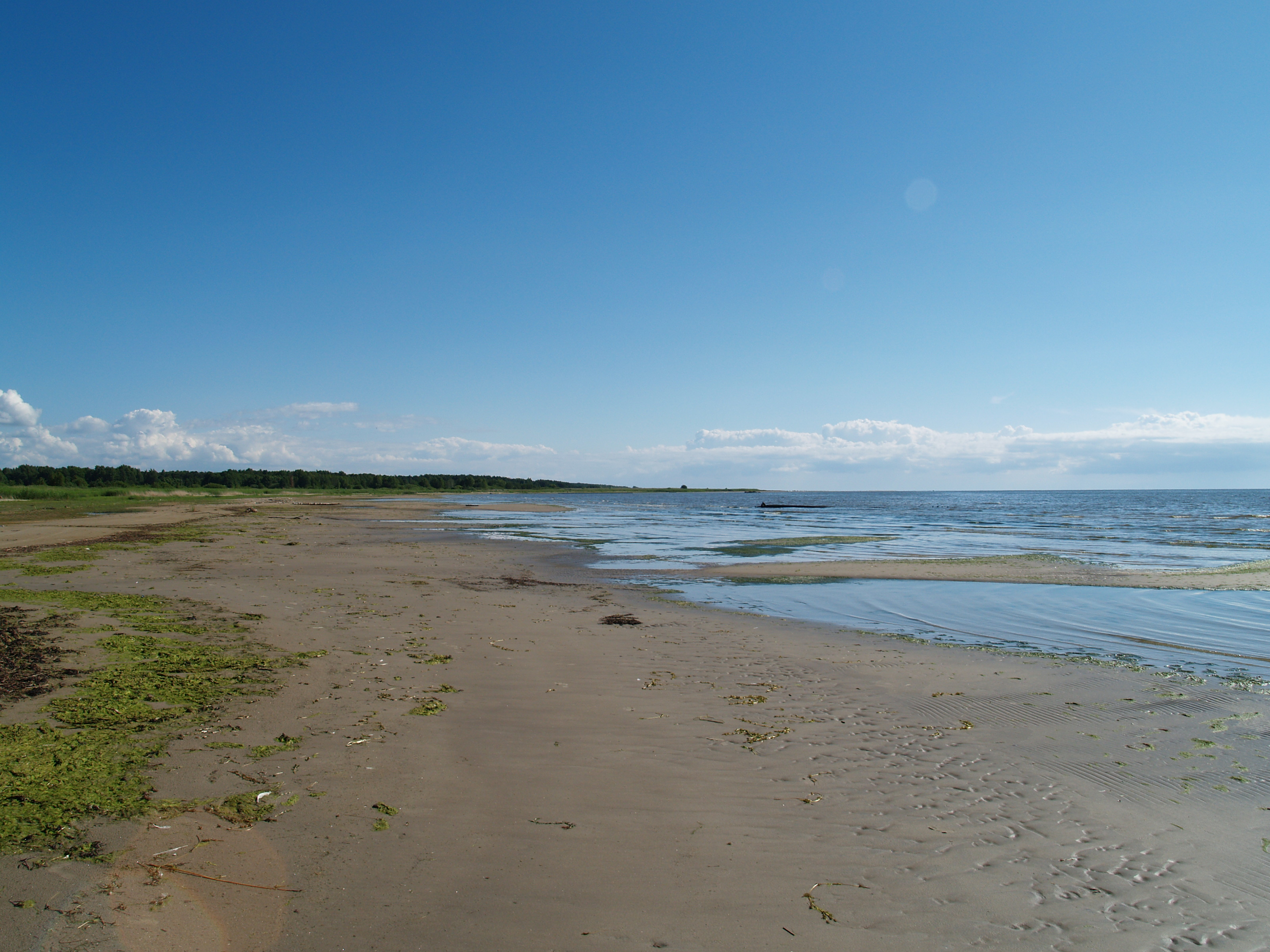
Stranden

## Vänorter
- Häädemeeste socken, Estland
- Cēsis, Lettland
- Miežiškiai, Litauen